# 君の友だち
「君の友だち」（きみのともだち、You've Got a Friend）は、アメリカ合衆国のシンガーソングライターのキャロル・キングが1971年に発表した楽曲。1972年のグラミー賞で最優秀楽曲賞を獲得しており、多数のアーティストにカバーされた。

## オリジナル
「君の友だち」は、キャロル・キングが1971年1月に自身のアルバム『つづれおり』とジェームス・テイラーのアルバム『マッド・スライド・スリム』のレコーディング・セッションで書いた曲である。キングは「この曲は、今までに経験したことのない純粋なインスピレーションに近いものだった。曲自身が曲を書いたの。私以外の何者かが、私を通じて作曲させたのよ。」と語っている 。またテイラーによると、キングはこの曲がテイラーの楽曲「ファイアー・アンド・レイン」で繰り返される "I've seen lonely times when I could not find a friend "（友達を見つけられない寂しい時期があった）という一節に対する返歌だと証言している。キングのアルバムとテイラーのアルバムは同時並行で録音されており、キング、ダニー・コーチマー、ジョニ・ミッチェルの3人が両方に参加している。この曲は両方のアルバムに収録されているが、キングは1972年のインタビューで「ジェームスや誰かを特別に意識して書いたわけではないの。しかし、それを聞いたジェームスはとても気に入り、レコーディングしたいと言った」と語っている。テイラーはこの曲をシングルカットしたが、キングは「イッツ・トゥー・レイト」をリリースした。

## ジェームス・テイラーによるカバー

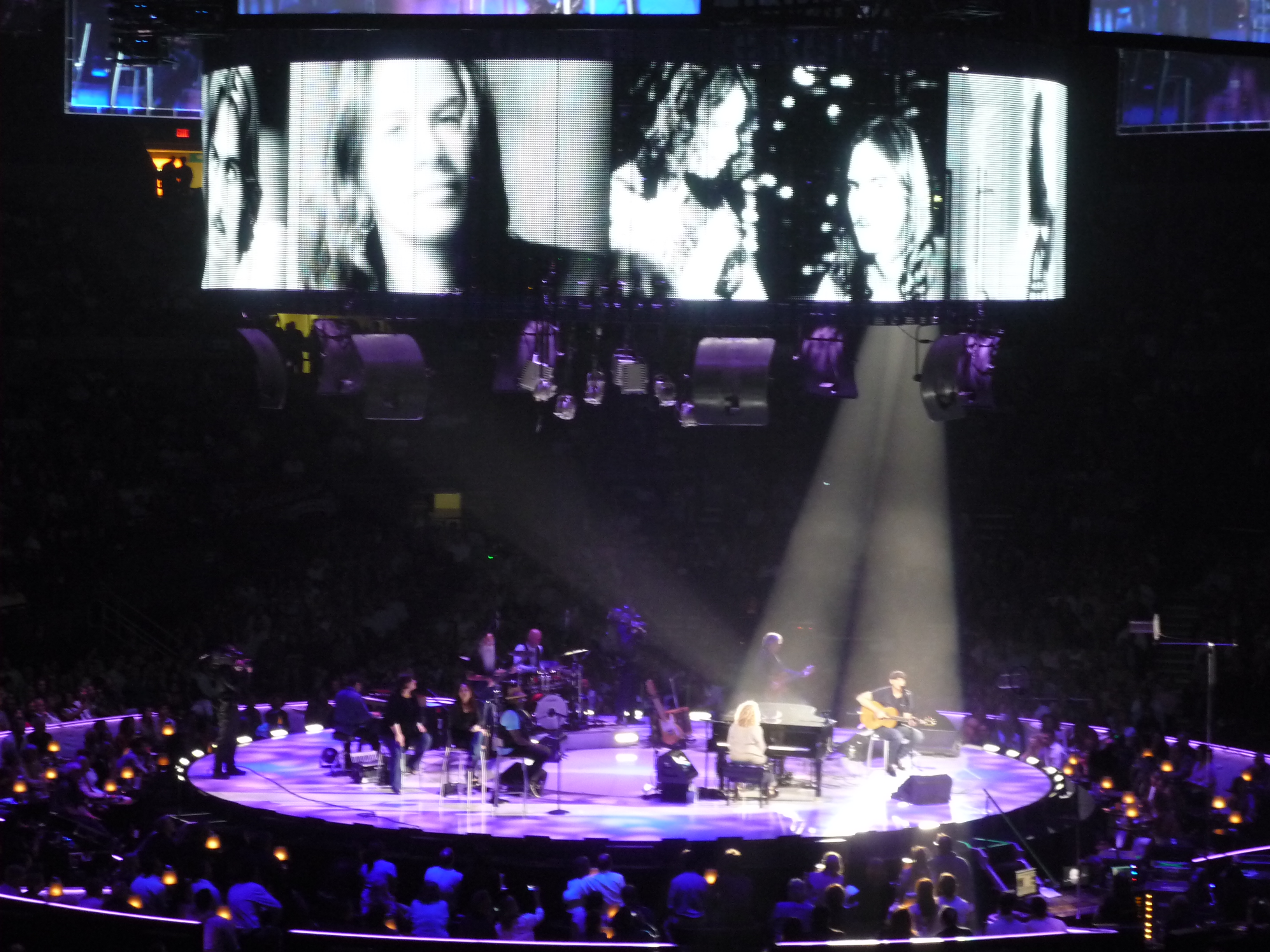
ジェームス・テイラーとキャロル・キングによる「君の友だち」の共演（2010年）

1971年のアルバム『マッド・スライド・スリム』に収録されたテイラーのバージョンは、シングルとして成功しており、ビルボード・ホット100では7月31日付で1位を獲得、全英シングルチャートでは4位を記録している。また、イージー・リスニング・チャートでも1位を記録している。なお、この曲によって、1972年グラミー賞でテイラーは最優秀男性ポップボーカル賞、ソングライターのキングは最優秀楽曲賞を受賞している。

## ロバータ・フラック&ダニー・ハサウェイのバージョン
ロバータ・フラックとダニー・ハサウェイは、1971年に連名でシングルとして発表し、ビルボード・ホット100では29位を、R&Bチャートでは8位を記録している。シングルのB面に収録された「ゴーン・アウェイ」はフラック名義のアルバム『第2章』（1970年）からの曲で、ハサウェイがピアノやバッキング・ボーカル等で参加している。このカバーは、1972年4月にリリースされたアルバム『ロバータ・フラック&ダニー・ハサウェイ』にも収録された。
また、ハサウェイはライヴにおいても歌い、ソウルフルなゴスペル風のライヴ・バージョンは、1972年のアルバム『ライヴ』と没後リリースのアルバム『ソングス・フォー・ユー LIVE!』に収録された。

## ブラン・ニュー・ヘヴィーズのバージョン
イギリスのアシッドジャズグループであるブラン・ニュー・ヘヴィーズとボーカルのサイーダ・ギャレットは、1997年にこの曲をカバーした。このバージョンは、全英シングルチャートで9位を記録した。なお、この曲はアメリカ発売版のアルバム『シェルター』には収録されていない。

## 1998 VH1 Divas version
1998年4月14日、『世紀のライヴ、女神たちの競演～ディーヴァズ・ライヴ』でセリーヌ・ディオン、シャナイア・トゥエイン、グロリア・エステファン、キャロル・キングが「君の友だち」を競演した。このイベントはニューヨークのビーコン・シアターで行われた。コンサートの模様は1998年10月6日にCD、DVDで発売された。マライア・キャリーとアレサ・フランクリンも、このイベントには参加していた。
「君の友だち」は『世紀のライヴ、女神たちの競演～ディーヴァズ・ライヴ』からの「ナチュラル・ウーマン」に続く2枚目のラジオ・シングルとなった。このバージョンは、ベルギーのエアプレイ・チャートで74位を記録した。

## その他のカバー
外国
- アンディ・ウィリアムス - 1971年のアルバム『You've Got a Friend』に収録。
- スキータ・デイヴィス - 1971年のアルバム『Love Takes A Lot Of My Time』に収録[16]。
- ダスティ・スプリングフィールド - 1971年にカバーし、アトランティック・レコードから出す3枚目のアルバムに収録する予定だったが結果的に発売されなかった。このバージョンはアルバム『Dusty in Memphis』の1999年の再発デラックス盤のボーナストラックに収録された。
- リン・アンダーソン - 1971年のアルバム『How Can I Unlove You』に収録[17]。
- ジョニー・マティス - 1971年のアルバム『You've Got a Friend』に収録[18]。
- バーブラ・ストライサンド - 1971年のアルバム『Barbra Joan Streisand』に収録[19]。
- アン・マレー - 1971年のアルバム『Talk It Over in The Morning』に収録[20]。
- マイケル・ジャクソン - 1972年のアルバム『ガット・トゥ・ビー・ゼア』に収録[21]。
- アニタ・ブライアント - 1972年のアルバム『Naturally』に収録。
- アレサ・フランクリン - 1972年のアルバム『至上の愛〜チャーチ・コンサート〜』に「Take My Hand, Precious Lord」とのメドレーで収録。ライヴ・バージョンである[22]。
- ミーナ - 1972年のイタリア語のバージョンをアルバム『Cinquemilaquarantatre』に収録。
- ペトゥラ・クラーク - 1974年のアルバム『Live in London』に収録[23]。
- エラ・フィッツジェラルド - 1974年のライヴ・アルバム『Ella in London』に収録[24]。
- アル・グリーン - 1987年のアルバム『Soul Survivor』に収録[25]。
- スコット・グライムス - 1989年のセルフタイトルのデビューアルバムに収録[26]。
- ビッグ・ファン & ソニア - 1990年に録音、2010年にビッグ・ファンのアルバム『ポケットいっぱいの夢』のボーナス・トラックとして初収録。
- マントヴァーニ - 1992年のアルバム『Magical Moods of Mantovani』に収録。
- ジュディス・ダーラム - 1996年のアルバム『Mona Lisas』に収録。
- オフラ・ハザ - 1997年のアルバム『Ofra Haza』に収録[27]。
- ビリー・クロフォード - 1998年のセルフタイトルのアルバムのジャパン・エディションに収録。
- ボブ・ベルデン - 1998年のキングをトリビュートしたリード・アルバム『Tapestry』に収録[28]。
- ジミー・クリフ - 1999年のアルバム『Humanitarian』に収録[29]。
- トム・ジョーンズ - 1999年のアルバム『...Sings the Ballads』に収録[30]。
- アッカー・ビルク - 2001年のアルバム『All The Hits Plus More』に収録[31]。
- ミー・ファースト・アンド・ザ・ギミー・ギミーズ - 2001年のアルバム（EP）『Turn Japanese』に収録[32]。
- クリフ・リチャード - 2002年のアルバム『Wanted』に収録[33]。
- エリック・マリエンサル - 2005年のアルバム『Got You Covered』に収録[34]。
- マクフライ - 「All About You」との両A面シングルとして2005年に発表。イギリス[35]とアイルランドで1位を記録した。
- アレッド・ジョーンズ - 2007年のアルバム『Reason to Believe』に収録[36]。
- ビリー・レイ・サイラス - 2007年のアルバム『Home at Last』に収録。エミリー・オスメントとのデュエット[37]。
- ベビ・ドル - 2007年のセルフタイトルのアルバムに収録。
- バリー・マニロウ - 2007年のアルバム『The Greatest Songs of the Seventies』にメリッサ・マンチェスターとのデュエットで収録。
- ヨ・ラ・テンゴ - 2009年のアルバム『Popular Songs』の日本盤ボーナストラックに収録。
- エリカ・バドゥ - 2010年のNBAオールスターウィークエンドで演奏。
- アンドレア・コアー - 2011年のアルバム『Lifelines』のデラックス盤ボーナストラックとして収録。
- 「君の友だち」は、香港ポップスではよくカバーされている。アグネス・チャン（1971年）、ジョー・チェン（1972年）、フランシス・イップ（1980年）、ジェニー・ツェン（1982年）、エリサ・チャン（1994年）、アルバート・アウ（2001年）、レスリー・チャン（2002年）、チェット・ラムとケイ・ツェー（2006年）、スーザン・ウォン（2007年）、カリル・フォンとフィオナ・シット（2007年）など。
- テレビ番組『Xファクター』のデンマーク版シーズン2の決勝進出者が歌うバージョンが、2009年にダウンロードのみで発売された。そのシングルは、デンマークのシングルチャートで1位を記録した。

日本
- 赤い鳥 - 1971年のアルバム『スタジオ・ライヴ』に収録。
- 尾崎紀世彦 - 1972年のアルバム『尾崎紀世彦 アルバムNo.5』に収録。2007年の『尾崎紀世彦の世界』にも収録された。
- ピンク・レディー - 1980年放映のアメリカのテレビ番組『Pink Lady and Jeff』でカバーした。
- 松原みき - 1985年のアルバム『BLUE EYES』に収録。
- 山下久美子 feat.大澤誉志幸 & 大友康平 (HOUND DOG) - 2005年のアルバム『Duets』に収録[38]。
- 小野リサ - 2007年のアルバム『Soul & Bossa』に収録[39]。
- 大澤誉志幸 - 2012年のミニアルバム『明日はきっとハレルヤ』に収録。
- 鬼束ちひろ - 2012年のアルバム『FAMOUS MICROPHONE』に収録。
- Little Glee Monster - 2019年のE.P.「I Feel The Light featuring Earth,Wind＆Fire」に収録。
- KODAMA AND THE DUB STATION BAND - 2024年のアルバム「COVER曲集 ♪ともしび♪」に収録。7インチEPとしてシングル・カットもされている。